# Francisco Bonvehi
Francisco Bonvehi (1905 — data de morte desconhecido) foi um ciclista olímpico argentino. Bonvehi representou sua nação em dois eventos nos Jogos Olímpicos de Verão de 1928, em Amsterdã.